# Óptica activa

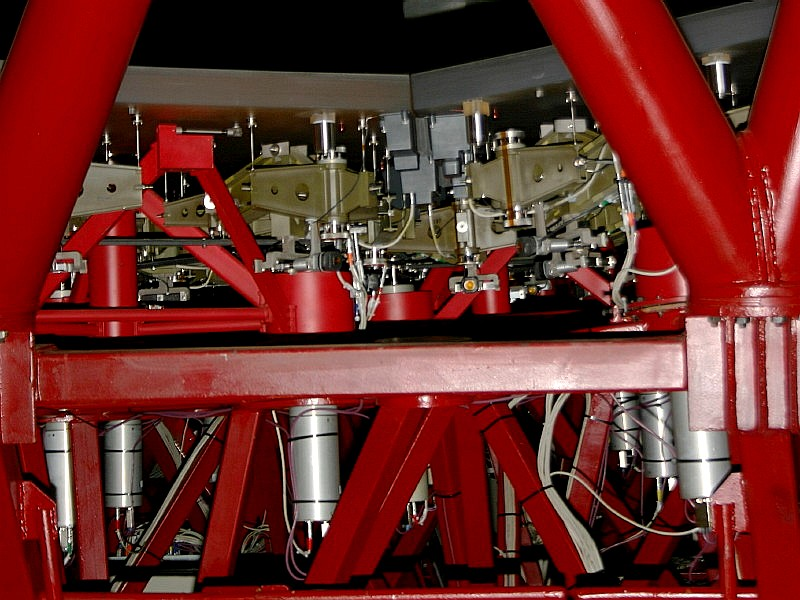
Actuadores de la óptica activa del Gran Telescopio Canarias.

La óptica activa es una tecnología  utilizado con los telescopios reflectores desarrollados en los años 1980, el cual activamente forma los espejos para impedir la deformación de estos debido a influencias externas como el viento, la temperatura, la tensión mecánica. Sin óptica activa, la construcción de telescopio de clase de 8 metros no es posible, ni telescopios con espejos segmentados podrían ser factibles.
Este método está utilizado por, entre otros, el Telescopio Óptico Nórdico, el Telescopio de Nueva Tecnología, el Telescopio Nazionale Galileo y el telescopio Keck , así como todo de los telescopios más grandes construidos en la última década.
La óptica activa no se debe confundir con la óptica adaptativa, el cual opera en una escala de tiempo más corta y corrige distorsiones atmosféricas.

## En astronomía

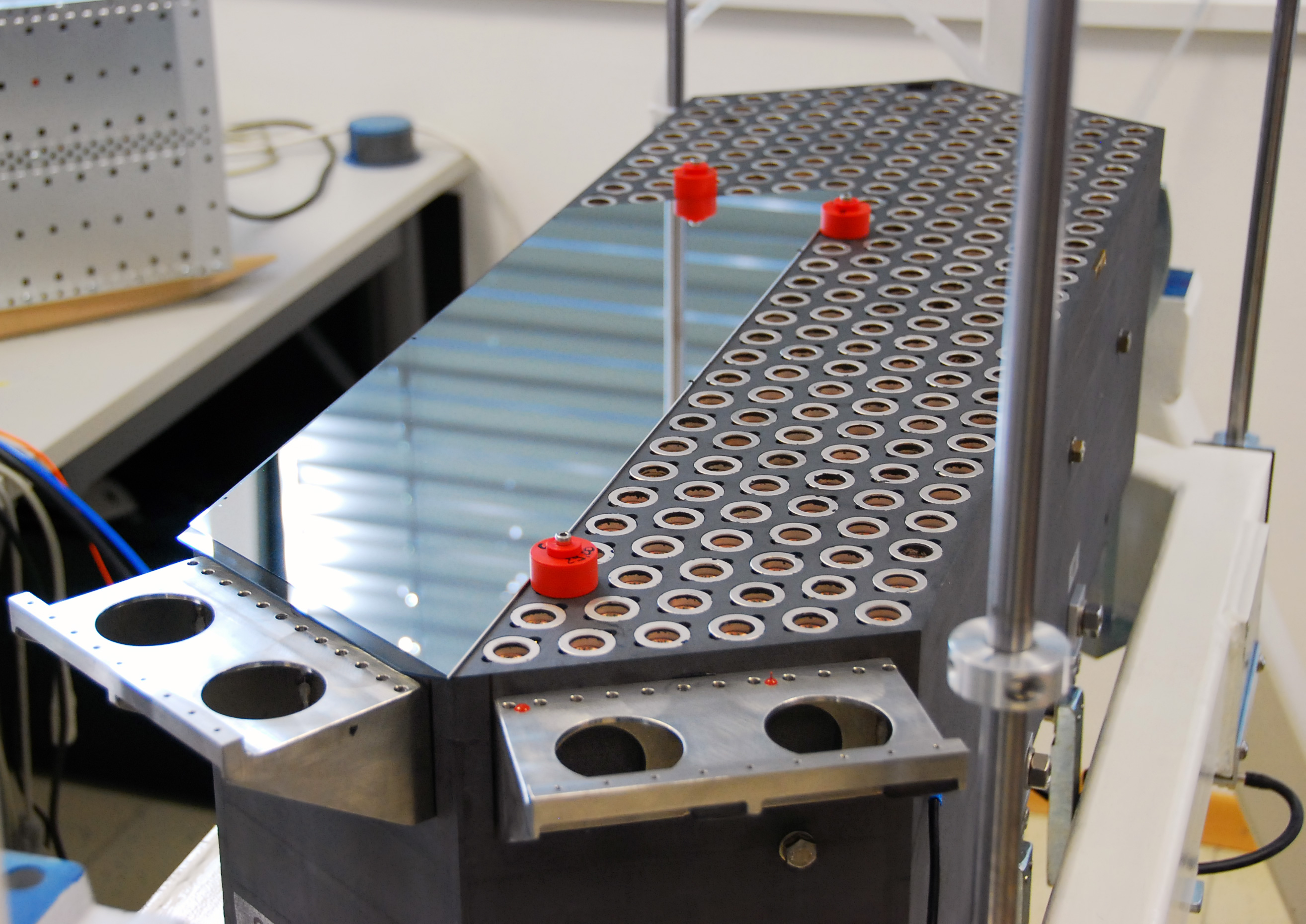
Prototipo de parte del sistema adaptivo de soporte del E-ELT.

La mayoría de los telescopios modernos son reflectores, con el elemento primario siendo un espejo muy grande.  Históricamente, los espejos primarios eran bastante gruesos para mantener la correcta figura de superficie a pesar de las fuerzas que tienden para deformarlo, como el viento y el peso propio del espejo.  Esto limitó su diámetro máximo a 5 o 6 metros (200 o 230 pulgadas), como en el Observatorio Palomar, el telescopio Hale .
Una generación nueva de telescopios construidos desde los 80 utiliza en cambio espejos más delgados, con un peso más liviano. Son demasiado delgados para mantenerse rígidamente en la forma correcta, así que una variedad de actuadores es sujeta en el lado trasero del espejo. Los actuadores aplican fuerzas variables al cuerpo de espejo para mantener la superficie reflectora en la forma correcta encima del recolocado. El telescopio también puede ser segmentados a múltiples espejos más pequeños, los cuales reducen el hundimiento debido al peso como ocurre para espejos monolíticos más grandes.
La combinación de actuadores, un detector de calidad de la imagen y un ordenador para controlar los actuadores para obtener la mejor imagen posible, se llama óptica activa.
El nombre la óptica activa significa que el sistema mantiene un espejo (normalmente el primario) en su forma óptima contra las fuerzas medioambientales como el viento, el hundimiento, la expansión térmica, y la deformación axial del telescopio. La óptica activa compensa contra las fuerzas que distorsionan relativamente despacio, aproximadamente en escala de tiempo de segundos. El telescopio es por tanto activamente todavía se encuentra en su forma óptima.

### Comparación con la óptica adaptativa
La óptica activa no tendría que ser confundida con la óptica adaptativa, el cual opera en una escala de tiempo más corta para compensar los efectos atmosféricos, más que para la deformación del espejo. Las influencias que la óptica activa compensa (temperatura, gravedad) es intrínsecamente más lenta (1 Hz) y tiene una amplitud más grande en aberración. La óptica adaptativa por otro lado corrige distorsiones atmosféricas que afectan la imagen en un rango de 100 –1000 Hz (la frecuencia Greenwood, dependiendo de la longitud de onda y condiciones de tiempo). Estas correcciones necesitan ser mucho más rápido, pero también tienen una amplitud más pequeña. Debido a esto, la óptica adaptativa utiliza espejos correctivos más pequeños. Esto utilizó para ser un espejo separado no integrado en el camino de la luz del telescopio, pero hoy en día esto puede ser el segundo, tercio o cuarto espejo en un telescopio.

## Otras aplicaciones
Óptica activa con rayos X, utilizando espejos de incidencia, apacentanda activamente deformable también está siendo investigado.